# داخلة (زائدة)
الداخلة أو الحشوة (والحشو مصدر) أو الأواسط  هي زائدة تزاد في أصل الكلمة لصوغ كلمة أخرى.